# 依图科技
上海依图网络科技有限公司（YITU Technology）簡稱依图科技，是中華人民共和國一家人工智能公司，該公司自稱研發人工智能芯片技术和算法。依圖科技成立於2013年2月，由美国加州大学洛杉矶分校统计学博士朱珑以及林晨曦等人創辦。2019年5月，依图科技发布求索芯片，之後又發佈內置求索芯片的原石系列服务器。2020年11月，依图科技準備在科創板上市。2021年3月11日，依图科技科创板上市失敗。截至2021年年初，依图科技始終未盈利。

## 外部連結
- 官方网站